# Halicyclops latus
Halicyclops latus – gatunek widłonoga z rodziny Halicyclopidae. Opisali go w 1964 roku chińscy zoolodzy Shen Jiarui i Dai Aiyun.